# Apame (matka Bereniki II)
Apame II (ur. ok. 292 p.n.e. – zm. po 249 p.n.e.) – królowa Cyreny.

## Życiorys
Była córką Antiocha I Sotera i Stratoniki I – córki Demetriusza Polikretesa, żoną Magasa i matką Bereniki II, żony Ptolemeusza III Euergetesa. Jej dziadkami ze strony ojca był Seleukos I Nikator i jej imienniczka, Apame I.
Około roku 274 p.n.e. Apame poślubiła króla Cyrenajki, Magasa, syna drugiej żony Ptolemeusza I Sotera. Małżeństwo to pieczętowało sojusz króla Cyrenajki z Antiochem II i jednocześnie poprawiło stosunki tego ostatniego z Egiptem Ptolemeuszy. Po roku 270 p.n.e. Apame urodziła Berenikę II, która jest jedynym znanym dzieckiem obojga swoich rodziców.
Po śmierci męża w 253 p.n.e. samodzielnie rządziła Cyrenajką. Realizowała politykę antyegipską, sprzeciwiając się ingerencji Ptolemeuszy w sprawy swojego królestwa. Wkrótce na dwór cyrenejski przybył krewny Apame, młody syn jej dziadka (ojca Stratonike I, Demetriusza), Demetriusz zwany Pięknym w celu poślubienia Bereniki. Wkrótce jednak Apame i Demetriusz zostali kochankami i w czasie uroczystości pałacowych, Demetriusz został koronowany na króla Cyrenajki, popierając antyegipską politykę swojej teściowej. Berenika zorganizowawszy przewrót pałacowy obaliła matkę i swojego męża, podczas gdy Demetriusz został niemal natychmiast ścięty, Apame uwięziono.
Po śmierci Demetriusza, Cyrenajka stała się częścią Egiptu Ptolemeuszy. Berenika II opuściła Cyrenajkę wyruszywszy do Egiptu, gdzie poślubiła swojego przyrodniego kuzyna, przyszłego Ptolemeusza III i poprzez to małżeństwo została królową Egiptu. Apame towarzyszyła córce do Aleksandrii, gdzie zamieszkała w pałacu razem z nią i jej rodziną. Ostatnia dotycząca jej inskrypcja jest datowana na 249 p.n.e.